# Modimolle
Modimolle (do 2002 jako Nylstroom) – miasto, zamieszkane przez 12 185 ludzi (2011), w Republice Południowej Afryki, w prowincji Limpopo. Siedziba gminy Modimolle.
Modimolle jest położone na południowej stronie pasma górskiego Waterberg. Mieszkańcy miasta utrzymują się głównie z turystyki, rolnictwa i uprawy cytrusów, Winorośli oraz hodowli bydła. Jest położone ok. 135 km na północ od Pretorii.
Miasto powstało w latach 60. XIX wieku, jako Nylstroom. Zostało założone przez voortrekkerów, w 1889 roku zbudowano tu najstarszy w kościół w Afryce subsaharyjskiej, położony na północ od Pretorii. W 1898 roku otwarto połączenie kolejowe z Pretorią. W czasie II wojny burskiej kościół pełnił rolę szpitala, w pobliżu miasta działał brytyjski obóz dla burskich kobiet. W mieście mieszkał premier Johannes Gerhardus Strijdom. W roku 2002 wprowadzono obecną nazwę miasta.